# 三重県道620号平津菰野線
三重県道620号平津菰野線（みえけんどう620ごう へいづこものせん）は、三重県四日市市から三重郡菰野町に至る一般県道である。

## 概要
四日市市平津町から三重郡菰野町大字潤田に至る。

### 路線データ
- 起点：三重県四日市市平津町（字畑屋361の2番地先[1][2]：千代田橋南詰交差点、三重県道9号四日市員弁線交点）
- 終点：三重県三重郡菰野町大字潤田（三重県道624号千草赤水線交点）
- 総延長：6,534.50 m

## 歴史
- 1959年（昭和34年）
  - 1月25日 - 認定[3]

起点：三重県四日市市平津町
終点：三重県三重郡菰野町
  - 3月31日 - 道路区域の決定[4]
  - 5月19日 - 道路の供用開始[5]

三重県四日市市平津町字畑屋361の2番地先から三重県四日市市山城町字源治山19番地先を経て三重県三重郡菰野町大字川北字大保田869番地先まで（延長6,650.00 m）
- 1967年（昭和42年）5月9日 - 道路区域の変更（下記の道路区域を廃止）[6]（路線を短縮、起点を変更）

三重県四日市市平津町字畑屋391番地先から三重県四日市市平津町字西川原1089番地まで（延長115.50 m）

## 路線状況

### 別名
- 八風街道（四日市市、三重郡菰野町）

### 重複区間
- 三重県道622号小牧小杉線（四日市市山城町・山城駅東交差点 - 四日市市山城町）
- 三重県道64号上海老茂福線（四日市市山城町・山城西交差点 - 四日市市上海老町・上海老交差点）
- 三重県道14号菰野東員線（三重郡菰野町大字川北 - 四日市市中野町・中野町交差点）
- 三重県道616号田光四日市線（三重郡菰野町大字大強原 - 三重郡菰野町大字大強原・西北沢交差点）

## 地理

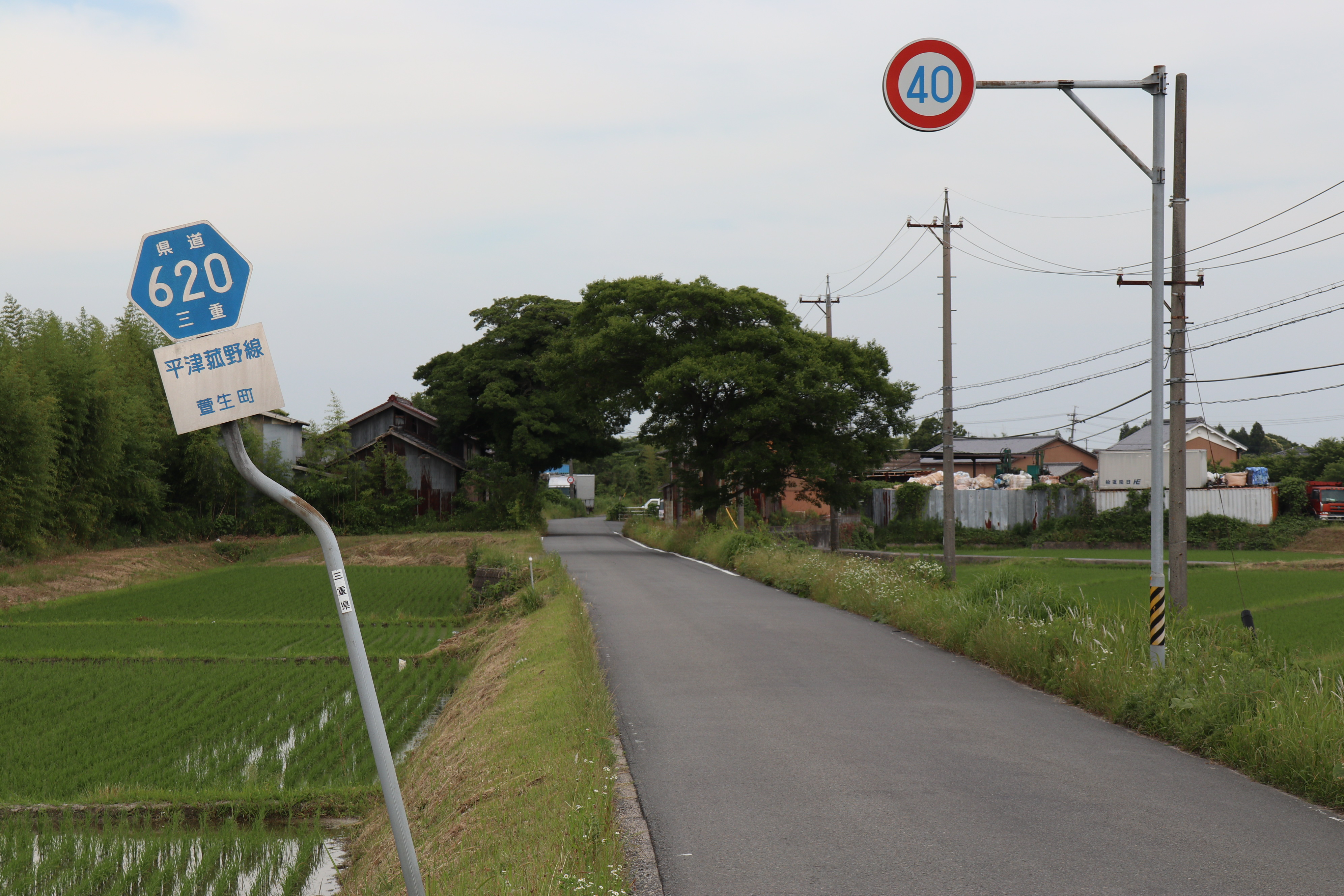
四日市市中村町

### 通過する自治体
- 三重県
  - 四日市市 - 三重郡菰野町 - 四日市市 - 三重郡菰野町

### 交差する道路
| 交差する道路                                    | 市町村名 | 市町村名 | 交差する場所             | 交差する場所              |
| ----------------------------------------------- | -------- | -------- | ------------------------ | ------------------------- |
| 三重県道9号四日市員弁線                         | 四日市市 | 四日市市 | 平津町                   | 千代田橋南詰交差点 / 起点 |
| 三重県道622号小牧小杉線 重複区間起点            | 四日市市 | 四日市市 | 山城町                   | 山城駅東交差点            |
| 三重県道622号小牧小杉線 重複区間終点            | 四日市市 | 四日市市 | 山城町                   |                           |
| 三重県道64号上海老茂福線 重複区間起点           | 四日市市 | 四日市市 | 山城町                   | 山城西交差点              |
| 国道365号 三重県道64号上海老茂福線 重複区間終点 | 四日市市 | 四日市市 | 上海老町                 | 上海老交差点              |
| 三重県道625号上海老高角線                       | 四日市市 | 四日市市 | 上海老町                 | 大沢交差点                |
| 三重県道14号菰野東員線 重複区間起点             | 三重郡   | 菰野町   | 大字川北                 |                           |
| 三重県道14号菰野東員線 重複区間終点             | 四日市市 | 四日市市 | 中野町                   | 中野町交差点              |
| 三重県道140号四日市菰野大安線                   | 三重郡   | 菰野町   | 大字大強原（おおごはら） |                           |
| 三重県道616号田光四日市線 重複区間起点          | 三重郡   | 菰野町   | 大字大強原               |                           |
| 三重県道616号田光四日市線 重複区間終点          | 三重郡   | 菰野町   | 大字大強原               | 西北沢交差点              |
| 三重県道624号千草赤水線                         | 三重郡   | 菰野町   | 大字潤田                 | 終点                      |

### 交差する鉄道
- 三岐鉄道三岐線

### 沿線
- E23 東名阪自動車道 30 四日市東IC
- 三岐鉄道三岐線
  - 平津駅 - 暁学園前駅 - 山城駅
- 四日市市役所 下野地区市民センター
- 四日市あかつき郵便局
- 四日市山城郵便局
- 暁中学校・高等学校
- 三重県立朝明高等学校
- 四日市市立朝明中学校
- 四日市市立下野小学校